# غنويية (كيسكان)
غنوییة (بالفارسية: گنوییه) هي مستوطنة تقع في إيران في قسم كيسكان الريفي. يقدر عدد سكانها بـ 212 نسمة .